# Tule-Wapiti

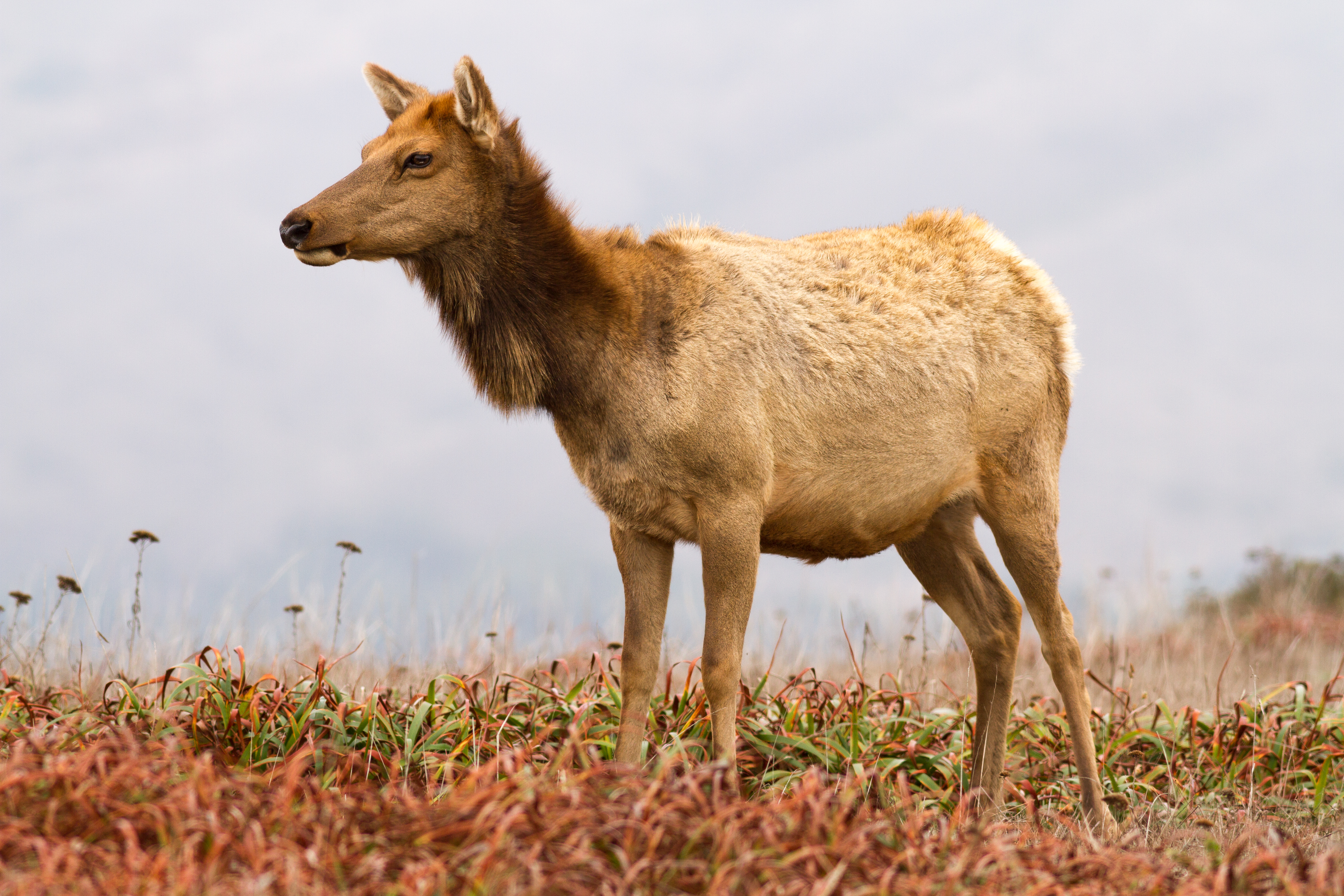
Tule-Wapiti-Kuh im Point Reyes National Seashore, Oktober 2015

Der Tule-Wapiti (Cervus canadensis nannodes) ist eine allein in Kalifornien vorkommende Unterart des Wapitis aus der Familie der Hirsche (Cervidae). Der Name des Tule-Wapiti leitet sich von Schoenoplectus acutus, einer in Nordamerika beheimateten Teichbinsenart ab, die im Englischen unter dem Trivialnamen „Tule“ [ˈtuːliː] bekannt ist und zur Nahrung der Tiere gehört.

## Merkmale
Unter den Wapitis in Nordamerika ist der Tule-Wapiti die kleinste Unterart. Bullen erreichen ein durchschnittliches Körpergewicht von rund 251 Kilogramm, Kühe ein Gewicht von rund 186 Kilogramm. Kühe sind im Alter von zwei Jahren ausgewachsen, während Bullen bis zu ihrem Lebensende kontinuierlich wachsen, wobei sich die Größe und Form ihres Geweihs verändert sowie die Größe ihres Schädels zunimmt.
Von seinen nahen Verwandten, dem Rocky-Mountain-Wapiti (Cervus canadensis nelsoni) und dem Roosevelt-Wapiti (Cervus canadensis roosvelti), unterscheidet sich der Tule-Wapiti durch die geringere Körpergröße und sein im Herbst und Winter deutlich helleres, strohfarbenes Fell.

## Lebensweise
Bei den Tule-Wapitis leben die Kühe in Herden, während die größeren Hirsche sich über weite Strecken des Jahres zu separaten Gruppen zusammenschließen. Mit Beginn der Brunft lösen sich diese Gruppen auf und die männlichen Tiere schließen sich den Herden der Kühe an, wobei es zu Kämpfen zwischen dem Platzhirsch und jüngeren, rivalisierenden Hirschen kommt.
Im Frühjahr und Frühsommer nehmen einjährige krautige Pflanzen wie Eriogonum fasciculatum oder Layia platyglossa eine wichtige Stellung innerhalb des Nahrungsspektrums der Tule-Wapiti ein. Einjährige und perenne Gräser wie Stipa speciosa oder Elymus elymoides gehören das gesamte Jahr über zur Nahrung der Tiere. Studien aus den 1960er Jahren ergaben, dass der Anteil von Gras an der Nahrung der Tule-Wapiti im Oktober auf fast 50 % ansteigen kann.

## Bestand und Verbreitung

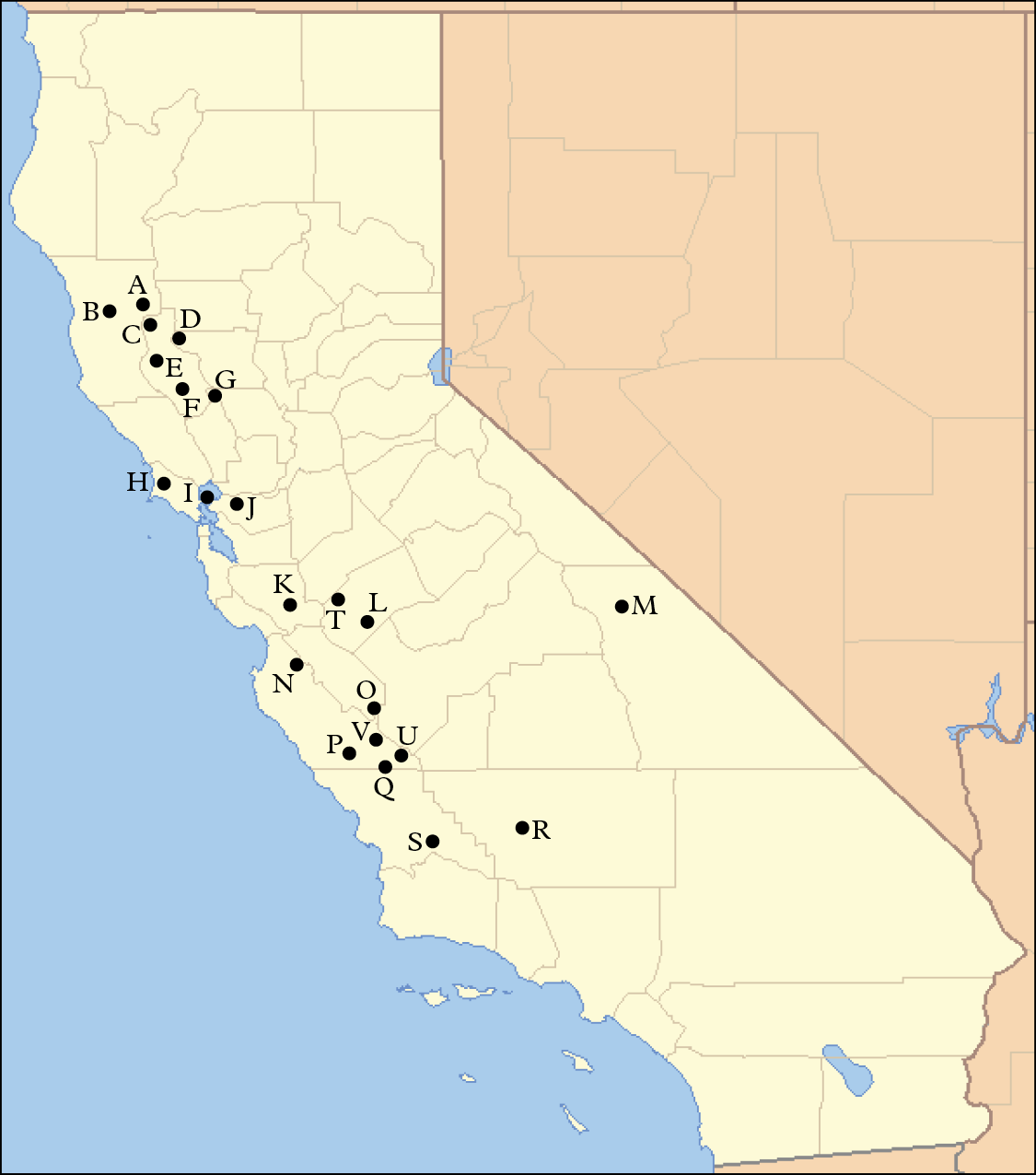
Verbreitung des Tule-Wapiti im Jahr 1994 nach McCullough. A. Elk Creek; B. Laytonville; C. Brushy Mt.; D. Pillsbury; E. Potter Valley; F. Bartlett Spring; G. Cache Creek; H. Point Reyes; I. Grizzly Island; K. Mt. Hamilton; L. San Luis; M. Owens Park; N. Fremont Peak; O. So. San Benito; P. Fort Hunter Liggett; Q. Camp Roberts; R. Tupman; S. La Panza; T. W. Merced; U. Parkfield; V. San Ardo

Vor Ankunft der europäischen Siedler sollen bis zu 500.000 Tule-Wapitis in Kalifornien gelebt haben. Im Zuge des Kalifornischen Goldrausches wurde der Bestand der Tiere durch Bejagung und Beschränkung des Lebensraums drastisch reduziert, so dass man Anfang der 1870er Jahre zunächst davon ausging, dass die Unterart ausgestorben sei. Obwohl es zu den exakten Zahlen unterschiedliche Angaben gibt, geht man heute aufgrund genetischer Analysen davon aus, dass 1874 zumindest zwei männliche Exemplare und ein weibliches Exemplar (oder umgekehrt) im südlichen San Joaquin Valley überlebt hatten. Nach ihrer Wiederentdeckung durch einen Rancher wurden die Tiere auf private Initiative hin gezielt vermehrt und gelten als der Ursprung der heutigen Population. Als der Tule-Wapiti 1971 offiziell unter Schutz gestellt wurde, war der Bestand auf 500 Exemplare angewachsen. Im Jahr 1998 wurde der Gesamtbestand wild lebender Tiere auf 3.000 Individuen geschätzt. 2014 wurde die Zahl mit 4200 in 22 Herden angegeben.
Das heutige Verbreitungsgebiet der Tule-Wapitis erstreckt sich hauptsächlich entlang der kalifornischen Pazifikküste von Elk Creek in Mendocino County im Norden bis La Panza in San Luis Obispo County im Süden, mit einer weiter östlich angesiedelten Herde in Owens Park in Inyo County (Karte). Dabei handelt es sich um voneinander unabhängige Teilpopulationen, die trotz des in den 1870er Jahren entstandenen genetischen Flaschenhalses keine Inzuchtdepression zeigen.